# هودل
هودل (به انگلیسی: Hodl) اصطلاحی در زبان عامیانه اینترنتی است که در میان جامعه بیت‌کوین و ارزهای دیجیتال کاربرد دارد. این اصطلاح در ابتدا یک اشتباه املایی از واژهٔ Hold به معنای نگهداری بوده‌است؛ در دسامبر ۲۰۱۳، یک عضو تالار گفتمان بیت کوین تاک (Bitcointalk) با نام کاربری GameKyuubi، در حالت مستی متنی را منتشر کرد و گفت که تصمیم دارد از این پس تنها بیت‌کوین‌های خود را نگهدارد و به فروش آن‌ها نیاندیشد. اما او به اشتباه به جای جمله «I AM HOLDING»، نوشت «I AM HODLING». این اشتباه تایپی سریعاً در میان کاربران اینترنتی به یک میم تبدیل شد و به مرور تبدیل به جمله‌ای شعاری برای متحد نگهداشتن افراد، در زمان نوسان‌های نرخ بیت‌کوین، شده‌است.